# Samsung Galaxy A05
Samsung Galaxy A05 та Samsung Galaxy A05s — смартфони початкового рівня, розроблені Samsung Electronics, що входять до серії Galaxy A. Були представлені в 25 вересня 2023 року.
7 березня 2024 року був представлений Samsung Galaxy M14 (не плутати із Samsung Galaxy M14 5G), що відрізняється від Galaxy A05s тільки кольорами та меншою кількістю конфігурацій пам'яті. Також 2 серпня того ж року був представлений Samsung Galaxy F14, який відрізняється від Galaxy A05s та Galaxy M14 кольорами та наявністю тільки однієї конфігурації пам'яті.
10 вересня 2024 року Samsung представила Samsung Galaxy M05, який відрізняється від Galaxy A05 кольором та наявністю тільки однієї конфігурації пам'яті. 17 вересня того ж року був представлений Samsung Galaxy F05, який відрізняється від Galaxy M05 кольором та текстурою задньої панелі.

## Дизайн
Передня частина виконана зі скла, а задня — з глянцевого пластику зі смугастим візерунком на Galaxy A05, з пластику зі шкіряною текстурою на Galaxy F05, з глянцевого пластику на Galaxy M05 та матового пластику на Galaxy A05s, Galaxy F14 та Galaxy M14. Рамка виконана з матового пластику.
Знизу розміщені роз'єм USB-C, динамік, мікрофон та 3.5 мм аудіороз'єм. Зверху розташований другий мікрофон. З лівого боку залежно від версії Galaxy A05 та A05s розташований слот під 1 SIM-картку і карту пам'яті або 2 SIM-картки і карту пам'яті або тільки слот під 2 SIM-картки і карту пам'яті в інших моделей. З правого боку розміщені кнопки регулювання гучності та кнопка блокування, в яку в Galaxy A05s, Galaxy F14 та Galaxy M14 вбудований сканер відбитків пальців.
В Україні Galaxy A05 та Galaxy A05s продаються в 3 кольорах: зеленому, чорному та срібному. Також в деяких регіонах Galaxy A05s доступний в фіолетовому кольорі.
Galaxy F14 продається в зеленому та срібному кольорах, Galaxy F05 — синьому, Galaxy M14 — Arctic Blue (синій) та Sapphire Blue (блакитний), а Galaxy M05 — Mint Green (зелений).

## Технічні характеристики

### Апаратне забезпечення

#### Платформа
Galaxy A05, Galaxy F05 та Galaxy M05 отримали процесор MediaTek Helio G85 з графічним процесором Mali-G52 MC2, а Galaxy A05s, Galaxy F14 та Galaxy M14 — Qualcomm Snapdragon 680 4G з графічним процесором Adreno 610.

#### Акумулятор
Акумуляторна батарея всіх моделей отримала об'єм 5000 мА·год та підтримку швидкої зарядки потужністю 25 Вт.

#### Камера
Galaxy A05, Galaxy F05 та Galaxy M05 отримали основну подвійну камеру 50 Мп, f/1.8 (ширококутний) з автофокусом + 2 Мп, f/2.4 (сенсор глибини). Galaxy A05s, Galaxy F14 та Galaxy M14 отримали той самий набір камер, але на додаток присутній макрооб'єктив з роздільною здатністю 2 Мп і світлосилою f/2.4. Фронтальна камера в Galaxy A05, Galaxy F05 та Galaxy M05 має роздільну здатність 8 Мп, а в Galaxy A05s, Galaxy F14 та Galaxy M14 ― 13 Мп. В обох світлосила f/2.0.
Основна камера всіх моделей вміє записувати відео в роздільній здатності до 1080p@60fps, а фронтальна — до 1080p@30fps.

#### Екран
Пристрої мають екран Infinity-U (з краплеподібним вирізом) типу PLS TFT LCD, діагоналлю 6,7" та співвідношенням сторін 20:9. В Galaxy A05 та Galaxy M05 він має роздільну здатність HD+ (1600 × 720) при цьому щільність пікселів складає 262 ppi. В Galaxy A05s, Galaxy F14 та Galaxy M14 екран має роздільну здатність Full HD+ (2400 × 1080; щільність пікселів 393 ppi) та підвищену частоту оновлення дисплея, яка складає 90 Гц.

#### Пам'ять
Galaxy A05 та Galaxy A05s продаються в конфігураціях 4/64, 4/128 та 6/128 ГБ. В Україні офіційно продаються тільки версії на 4/64 та 4/128 ГБ. В свою чергу Galaxy M14 продається в конфігураціях 4/64 та 6/128 ГБ, а Galaxy F05, Galaxy F14 та Galaxy M05 — тільки 4/64 ГБ.
Об'єм сховища можна розширити картою пам'яті формату microSD до 1 ТБ

### Програмне забезпечення
Galaxy A05, Galaxy A05s, Galaxy M14 та Galaxy F14 були випущені на One UI Core 5.1 на базі Android 13, а Galaxy F05 та Galaxy M05 — на One UI Core 6.0 на базі Android 14. Пізніше всі смартфони були оновлені до One UI Core 7.0 на базі Android 15.